# Scientific Detective Monthly

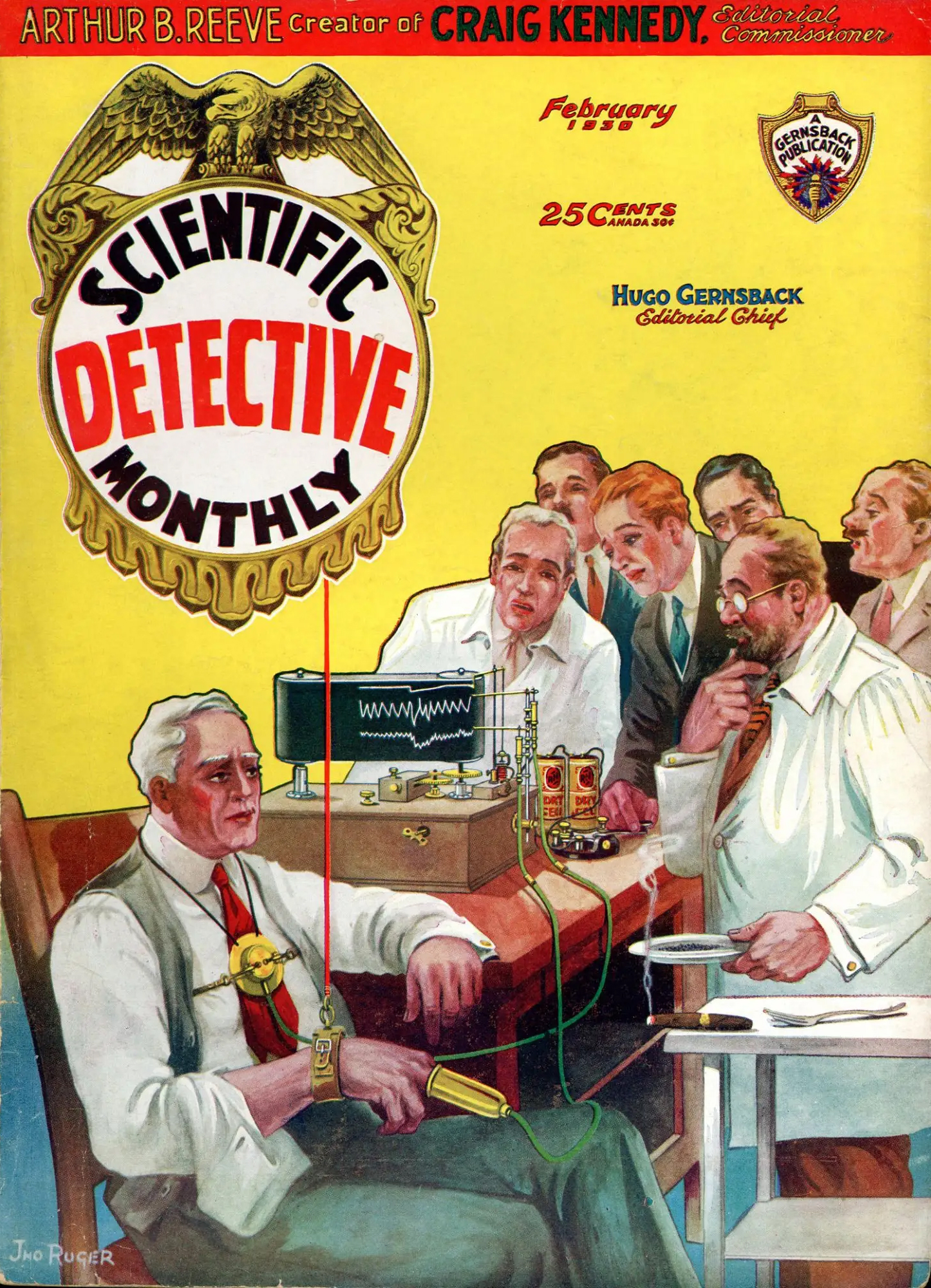
Portada del segundo número; La obra de arte es de Jno Ruger.

Scientific Detective Monthly (también conocido como Amazing Detective Tales e Amazing Detective Stories ) fue una revista pulp que publicó quince números a partir de enero de 1930. Fue lanzada por Hugo Gernsback como parte de su segunda incursión en la publicación de revistas de ciencia ficción, y estaba destinada a centrarse en las historias de detectives y de misterio con un elemento científico. Muchas de las historias involucraban ciencia contemporánea sin ningún elemento imaginativo, por ejemplo, una historia en el primer número se refirió al uso de un bolómetro para detectar el rubor de una niña negra, pero también había una o dos historias de ciencia ficción en cada tema. 
El título se cambió a Amazing Detective Tales con el número de junio de 1930, tal vez para evitar la palabra "científico", que puede haber dado a los lectores la impresión de "una especie de periódico científico", en palabras de Gernsback, en lugar de una revista destinada a entretener. Al mismo tiempo, el editor, Héctor Grey, fue reemplazado por David Lasser, quien ya estaba editando otras revistas de ciencia ficción de Gernsback. El cambio de título aparentemente no hizo que la revista fuera un éxito, y Gernsback la cerró con el número de octubre. Vendió el título al editor Wallace Bamber, quien produjo al menos cinco números más en 1931 bajo el título Amazing Detective Stories. 

## Historia de publicación

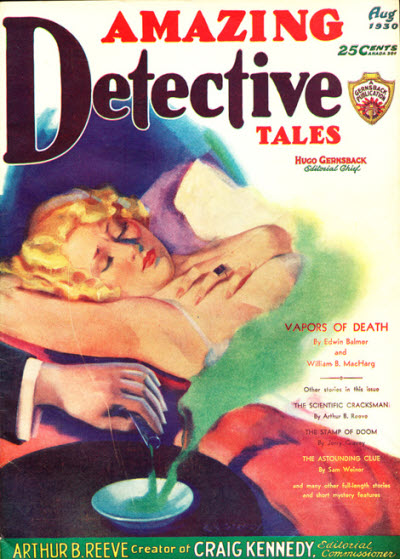
Portada del número de agosto de 1930, bajo el nuevo título Amazing Detective Tales, firmado por Earle K. Bergey.

A finales del siglo XIX, las historias que se centraban en invenciones científicas y se establecían en el futuro, según la tradición de Julio Verne, aparecían regularmente en revistas de ficción populares. La primera revista de ciencia ficción (sf), Amazing Stories, fue lanzada en 1926 por Hugo Gernsback en el apogeo de la era de la revista pulp. Tuvo éxito y ayudó a formar la ciencia ficción como un género comercializado por separado, pero en febrero de 1929, Gernsback perdió el control de la editorial cuando quebró. En abril, formó una nueva compañía, Gernsback Publications Incorporated, y creó dos filiales: Techni-Craft Publishing Corporation y Stellar Publishing Corporation. A mediados de año lanzó tres nuevas revistas: una revista que no es de ciencia ficción titulada Radio Craft, y dos de ciencia ficción tituladas Science Wonder Stories y Air Wonder Stories. Le siguieron en septiembre de 1929 el primer número de Science Wonder Quarterly, y en octubre Gernsback envió una carta a algunos de los escritores de los que ya había comprado material, haciéndoles saber que estaba viendo una mayor demanda de "detectives o historias criminales de misterio". Con una buena formación científica ". Llamó a las historias de "Craig Kennedy" de Arthur B. Reeve como ejemplo, y también mencionó las historias de "Philo Vance" de SS Van Dine, que eran muy populares en ese momento. En el número de enero de 1930 de las dos revistas de ciencia ficción, Gernsback anunció la nueva revista que esperaba llenar con estas historias: Scientific Detective Monthly.
Gernsback creía que la ciencia ficción era educativa, afirmando, por ejemplo, que "los maestros fomentan la lectura de esta ficción porque saben que le da al alumno un conocimiento fundamental de la ciencia y la aviación". Pretendía que Scientific Detective Monthly fuera una revista de detectives en la que las historias tuvieran un trasfondo científico; sería entretenida, pero también instructiva. El subgénero de la ficción de detectives científicos no era nuevo; se hizo popular por primera vez en los EE. UU. entre 1909 y 1919, y la aparición de la revista de Gernsback fue parte de un resurgimiento de la popularidad en el subgénero a fines de los años veinte. El primer número tenía fecha de enero de 1930 (lo que significa que habría estado en los quioscos a mediados de diciembre de 1929). Gernsback era editor jefe y tenía la última palabra en la elección de las historias, pero el trabajo editorial fue realizado por su adjunto, Hector Gray.
En febrero de 1930, un artículo de Gernsback apareció en Writers 'Digest titulado "Cómo escribir historias de 'ciencia' ". En él, Gernsback ofrecía consejos sobre cómo escribir historias para su nueva revista, afirmando que las historias de detectives científicos representaban el futuro del género, y que "la historia ordinaria de gánsteres y detectives será relegada a un segundo plano en muy pocos años". El historiador de ciencia ficción Gary Westfahl comenta que el artículo también sirve como una guía para escribir ciencia ficción en general, y que el artículo es el primer artículo de "cómo hacer" publicado para el nuevo género de ciencia ficción.
Con el número de junio, el título se cambió a Amazing Detective Tales. Gernsback fusionó Science Wonder Stories y Air Wonder Stories en Wonder Stories al mismo tiempo; le preocupaba que la palabra "Ciencia" estuviera desanimando a algunos lectores potenciales, que asumían que la revista era, en sus palabras, "una especie de periódico científico". Es probable que el mismo razonamiento motivase el nuevo título de Scientific Detective Monthly. En el siguiente número, Gray fue reemplazado como editor por David Lasser, quien ya estaba editando los otros títulos de ciencia ficción de Gernsback, y se intentó incluir más historias con elementos de ciencia ficción. Gernsback continuó la revista durante cinco números bajo el nuevo título; El último número fue fechado en octubre de 1930. Aparentemente, la decisión de cesar la publicación se tomó repentinamente, ya que el número de octubre incluyó el anuncio de que el formato cambiaría en noviembre de tamaño grande a pulp estándar, y enumeró dos historias planeadas para el número de noviembre. Gernsback vendió el título a Wallace Bamber, quien publicó al menos cinco números más, a partir de febrero de 1931; No se conocen problemas para junio o julio de 1931, o después de agosto.

## Contenidos

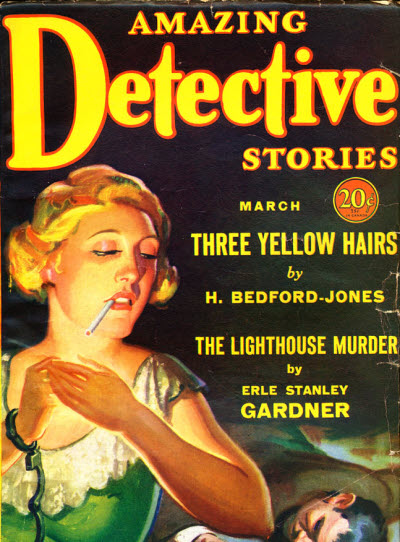
Portada de la edición de marzo de 1931, ahora titulada Amazing Detective Stories. El artista es probablemente Lyman Anderson.

## Detalles bibliográficos
Scientific Detective Monthly fue publicado por Techni-Craft Publishing Co. de Nueva York para los primeros diez números, y luego por Fiction Publishers, Inc., también de Nueva York. El editor en jefe fue Hugo Gernsback para los primeros diez números; el editor gerente fue Hector Grey para los primeros seis números y David Lasser para los próximos cuatro. El editor de los números de 1931 no se conoce. El primer volumen contenía diez números, el segundo cuatro y el último solo uno. El título cambió a Amazing Detective Tales con el número de junio de 1930, y nuevamente a Amazing Detective Stories en febrero de 1931. La revista tuvo formato pulp en todo momento; tenía 96 páginas y un precio de 25 centavos.
| | Ene | Feb | Mar | Abr | mayo | Jun | Jul | Ago | Sep | Oct  | Nov | Dic |
| --- | --- | --- | --- | --- | ---- | --- | --- | --- | --- | ---- | --- | --- |
| 1930 | 1/1 | 1/2 | 1/3 | 1/4 | 1/5  | 1/6 | 1/7 | 1/8 | 1/9 | 1/10 |     |     |
| 1931 |     | 2/1 | 2/2 | 2/3 | 2/4  |     |     | 3/1 |     |      |     |     |
| Ediciones de Scientific Detective Monthly, que muestran el número de volumen - número de edición y un código de color para indicar el editor a cargo: Hector Gray (azul), David Lasser (amarillo) o desconocido (naranja) |     |     |     |     |      |     |     |     |     |      |     |     |